# Liste der geschützten Landschaftsbestandteile im Landkreis Lüchow-Dannenberg
Im Landkreis Lüchow-Dannenberg gibt es zwei ausgewiesene geschützte Landschaftsbestandteile.
| Baum-, Hecken- und Feldgehölzsatzung der Gemeinde Luckau | BW | GLB DAN 00001 | Luckau              | ⊙ |  | 10. Juni 1992 |
| Landschaftsbestandteile in der Gemeinde Bergen Dumme     | BW | GLB DAN 00002 | Bergen an der Dumme | ⊙ |  | 16. Dez. 1996 |
| Legende für Geschützter Landschaftsbestandteil           |    |               |                     |   |  |               |